# Achot Msaker
Achot IV Bagratuni (en armenio: Աշոտ Դ Բագրատունի, Ashot IV Bagratuni), más conocido como Achot Msaker (en armenio: Աշոտ Մսակեր,Ashot Msaker), Achot el Carnívoro, supuestamente por su negativa a abstenerse de comer carne durante la  Cuaresma, era un príncipe armenio de la dinastía Bagratuni (bagrátida). Fugitivo de la sublevación fallida en 775 contra el gobierno árabe de Armenia, donde murió su padre, en las siguientes décadas expandió gradualmente sus dominios y estableció un papel predominante en los asuntos del país, siendo reconocido por el Califato abasí como príncipe de Armenia desde 806 hasta su muerte en 826.

## Biografía

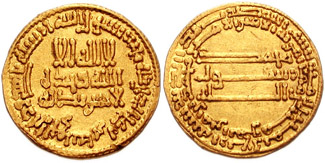
Dinar de oro del califa Harun al-Rashid (r. 786-809).

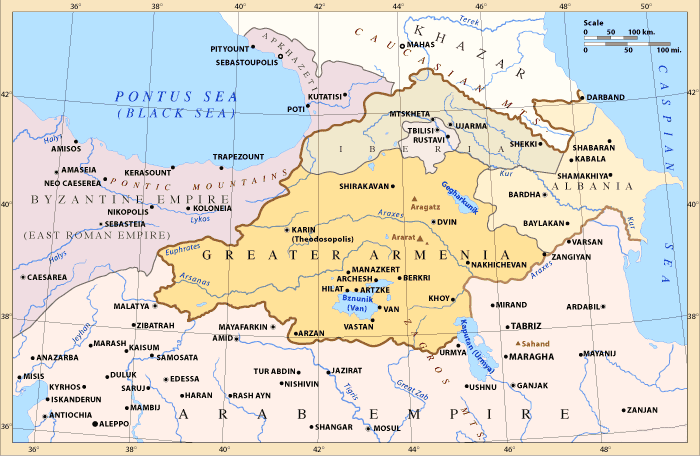
Emirato de Armenia.

Achot era hijo de Sembat VII Bagratuni, príncipe en la Armenia dominado por los árabes. Sembat había participado en la rebelión contra el califato abasí y cayó muerto en la desastrosa batalla de Bagrauandena en 775. Después de la batalla, Achot huyó de los territorios tradicionales de su familia en el norte de Armenia oriental hasta las de sus familiares cerca de las fuentes del río Araxes, donde estaban lejos del poder árabe y más cercanos al Imperio bizantino. Allí, también poseía minas de plata, lo que le permitió comprar algunas tierras de la familia Camsaracano y establecer un nuevo señorío alrededor de la fortaleza de Bagauna en la provincia de Airarat.
La desaparición o el exilio de tantas familias principescas (najarar) después de que Bagrauandena dejara un vacío de poder en el sur del Cáucaso, que en parte, fue ocupado por los colonos árabes, que a principios del siglo IX habían establecido una serie de emiratos más o menos grandes en la región, y entre los mayores beneficiarios se encontraban los Arcruni, una familia najarar de media posición que ahora llegó a controlar la mayor parte del sudeste de Armenia (Vaspurakan). Al mismo tiempo, a través de una hábil diplomacia y alianzas matrimoniales, Achot logró restablecer a los bagrátidas como la principal familia najarar junto a los Arcrunis. Como resultado, en c. 806, el califa Harun al-Rashid eligió a Achot como el nuevo príncipe presidente de Armenia, restaurando el cargo que había desaparecido con la muerte de su padre treinta años antes. El nombramiento fue diseñado tanto como contrapeso para los cada vez más poderosos Arcruni, como para poner foco a las lealtades armenias lejos de Bizancio, donde muchas familias habían huido después de 775.  Aproximadamente al mismo tiempo, el califa reconoció a otra rama de los bagrátidas, bajo Achot I Curopalates, como príncipes de la Iberia caucasiana.
Aprovechando la agitación en el califato después de la muerte de Harun al-Rashid y durante la posterior Cuarta Fitna, Achot pudo expandir considerablemente sus dominios y autoridad. El ascenso de Achot fue amenazado por otra familia ambiciosa, la de los musulmanes jaáfidas. El fundador de la familia, Jaafe, era un recién llegado a Armenia que había establecido una base de poder considerable para sí mismo al reclamar los territorios de la familia Mamiconio a través de su matrimonio con una hija de Muchel VI Mamiconio, uno de los principales líderes armenios muertos en Bagrauandena. Achot derrotó dos veces a los jaáfidas en Taron y Arsarunia. En el proceso, adquirió no solo Taron (que Jaafe había tomado de otro bagrátida, Bassaces) y Arsarunia con Siracena (que había comprado previamente a los camsaracanos), sino también Asocia y Taik oriental. Frustrados, Jaafe y su hijo Abd al-Malik se rebelaron abiertamente contra el califato cuando tomaron la capital armenia, Dúbio, en 813, y sitiaron sin éxito la capital del gobernador califal en Barda. Achot derrotó a un ejército de 5.000 hombres enviados contra él por Abd al-Malik, matando a 3.000 de ellos, mientras que el hermano de Achot, Sapor, comenzó a hacer incursiones por los alrededores de Dúbio. Mientras Abd al-Malik se preparaba para marchar y enfrentar a Sapor, la población local se rebeló y lo mató.
La muerte de Abd al-Malik 'marcó la victoria de los bagrátidas sobre sus enemigos más peligrosos' (Ter-Ghewondyan), y dejó a Achot como el mayor propietario de tierras entre los najarares. Más tarde se aseguró su posición al concluir matrimonios políticos estratégicos, dando una de sus hijas al príncipe Arcruni de Vaspuracania, y otra al emir de Arzen.
En el momento de su muerte en 826, Achot había llevado a cabo una importante transformación de su fortuna, que como comenta Joseph Laurent, "El fugitivo 'proscrito y depuesto' de Bagrauandena murió como el príncipe más poderoso y popular de Armenia". Sus posesiones fueron divididas entre sus hijos. El mayor, Bagrat II Bagratuni (Pancracio II), recibió  Taron y Sasunia (Sason) y más tarde el título de ichján de ichjanes ('príncipe de los príncipes'), mientras que su hermano, Sembat VIII, el Confesor, llegó a ser el esparapete (comandante en jefe) de Armenia y recibió los territorios alrededor de Bagauna y Araxes.

### Descendencia
De una esposa desconocida, Achot IV Bagratuni tuvo tres hijos:
- Bagrat II Bagratuni, príncipe de Taron y luego príncipe de los príncipes de Armenia.
- Sembat VIII Bagratuni, esparapete de Armenia.
- Rípsima, esposa de Amazaspes II Arcruni y princesa de Vaspurakan.